# Rebecca Gibney
Rebecca Catherine Gibney (Levin, 14 de diciembre de 1964) es una actriz neozelandesa, conocida por haber interpretado a Jane Halifax en las películas Halifax, a Chrissy Hindmarsh en las películas de Small Claims, a Tracy Lawson en All Together Now, a Emma Patterson en The Flying Doctors y a Julie Rafter en la serie Packed to the Rafters.

## Biografía
Es la menor de seis hermanos, una de ellas es Stella Gibney.
En 1992 se casó con el cantante Jack Jones, más conocido como Irwin Thomas, pero el matrimonio terminó en 1995.
En 1997 salió con el actor Marcus Graham.
En noviembre del 2001 se casó con el productor Richard Bell, más tarde su hijo Zachary Edison Bell nació el 7 de abril de 2004.

## Carrera
En 1985 se unió al elenco de la serie The Zoo Family donde interpretó a Julie Davis.
Entre 1986 a 1991 interpretó a Emma Patterson en la serie The Flying Doctors.
En 1991 se unió al elenco de la serie All Together Now donde interpretó a Tracy Lawson hasta 1993.
El papel de Jane Halifax fue escrito especialmente para ella. En 2002 apareció por primera vez en la serie policíaca Stingers donde interpretó a la abogada criminalística Ingrid Burton hasta el 2003. 
En el 2006 interpretó a Sally Blair Kinnell en un episodio de la serie Nightmares & Dreamscapes: From the Stories of Stephen King.
El 26 de agosto de 2008 se unió al elenco principal de la exitosa serie australiana Packed to the Rafters donde interpretó a Julie Rafter, hasta el final de la serie el 2 de julio de 2013 después de que su personaje decidiera viajar por toda Australia junto a su esposo Dave.
En septiembre del 2013 se anunció que Rebecca aparecería y co-produciría la película para la televisión The Killing Field donde dio vida a la detective sargento de la policía Eve Winter, una mujer que es la líder de un grupo de policías que es enviado a un pueblo en el campo para investigar un horrible crimen.
En el 2015 aparecerá como uno de los personajes principales en la serie Winter donde interpretará nuevamente a la oficial Eve Winter. La serie es un spin-off del telefilm "The Killing Field" transmitida en el 2014.

## Filmografía

### Series de televisión
| Año             | Título                             | Personaje               | Notas                                |
| --------------- | ---------------------------------- | ----------------------- | ------------------------------------ |
| 2016 - presente | Wanted                             | Lola Buckley            | 12 episodios                         |
| 2015            | Winter                             | Det. Sgt. Eve Winter    | 6 episodios - miniserie              |
| 2015            | Peter Allen: Not the Boy Next Door | Marion Woolnough        | 2 episodios - miniserie              |
| 2008 - 2013     | Packed to the Rafters              | Julie Rafter            | 122 episodios                        |
| 2006            | Tripping Over                      | Lydia                   | 6 episodios                          |
| 2006            | Nightmares & Dreamscapes           | India Fornoy            | episodio "The End of the Whole Mess" |
| 2002 - 2003     | Stingers                           | Ingrid Burton           | 13 episodios                         |
| 2001            | Farscape                           | Rinic Sarova            | episodio "Thanks for Sharing"        |
| 1999            | The Lost World                     | Lady Cassandra Yorkton  | episodio "Cave of Fear"              |
| 1995            | G.P.                               | Larissa Schuller        | episodio "Still Life"                |
| 1994            | Time Trax                          | Dra. Maria Mills        | episodio "The Cure"                  |
| 1993            | Snowy                              | Lilian Anderson         | 13 episodios                         |
| 1991 - 1993     | All Together Now                   | Tracy Lawson            | 86 episodios                         |
| 1986 - 1991     | The Flying Doctors                 | Emma Patterson          | 73 episodios                         |
| 1990            | Acropolis Now                      | Mrs. Spiro Strangulator | episodio "Cappuccino Catastrophe"    |
| 1986            | The Great Bookie Robbery           | Bonnie                  | miniserie                            |
| 1985            | The Zoo Family                     | Julie Davis             | 26 episodios                         |

### Películas
| Año  | Título                                           | Personaje            | Notas                                                                              |
| ---- | ------------------------------------------------ | -------------------- | ---------------------------------------------------------------------------------- |
| 2014 | The Killing Field                                | Det. Sgt. Eve Winter | junto a Peter O'Brien, Liam McIntyre y Chloe Boreham                               |
| 2012 | Mental                                           | Shirley Moochmore    | junto a Anthony LaPaglia, Toni Collette y Liev Schreiber                           |
| 2011 | Seek                                             | Madre                | corto - junto a Zachary Bell                                                       |
| 2010 | Wicked Love: The Maria Korp Story                | Maria Korp           | junto a Renae Berry, Nathan Page, Jessica Tovey y Clarissa House                   |
| 2009 | In Her Skin                                      | Gail Reid            | junto a Justine Clarke, Miranda Otto y Damien Garvey                               |
| 2008 | The Map Reader                                   | Amelia               | junto a Michael Hurst                                                              |
| 2007 | Clubland                                         | Lana                 | junto a Khan Chittenden, Brenda Blethyn y Emma Booth                               |
| 2006 | Small Claims: The Reunion                        | Chrissy Hindmarsh    | junto a Claudia Karvan, Gyton Grantley, Lisa Chappell, Emma Booth y Paul Barry     |
| 2006 | Lost and Found                                   | Madre de Mac         | junto a Brett Climo y Nicholas Hope                                                |
| 2005 | Small Claims: White Wedding                      | Chrissy Hindmarsh    | junto a Claudia Karvan, Gyton Grantley, Brooke Satchwell y Paul Barry              |
| 2004 | Salem's Lot                                      | Marjorie Glick       | junto a Penny McNamee                                                              |
| 2004 | Small Claims                                     | Chrissy Hindmarsh    | junto a Claudia Karvan, Freya Stafford, Gyton Grantley y Robert Mammone            |
| 2003 | Sensing Murder: Easy Street                      | Anfitriona           | junto a Leni Mex                                                                   |
| 2002 | Halifax f.p: Takes Two                           | Jane Halifax         | junto a David Roberts y Wayne Hope                                                 |
| 2001 | Ihaka: Blunt Instrument                          | Kirsty Finn          | junto a Temuera Morrison y Rachael Carpani                                         |
| 2001 | The Day of the Roses                             | Margaret Warby       | junto a Gigi Edgley, Helen Dallimore, Peter O'Brien, Chris Haywood y Stepehn Curry |
| 2001 | Finding Hope                                     | Hope Fox             | junto a Brooke Harman, Damien Garvey y Grant Bowler                                |
| 2001 | Halifax f.p: The Scorpion's Kiss                 | Jane Halifax         | junto a Richard Cawthorne, William McInnes y Suzi Dougherty                        |
| 2001 | Halifax f.p: Playing God                         | Jane Halifax         | junto a Emily Browning y Catherine Wilkin                                          |
| 2000 | Halifax f.p: The Spider and the Fly              | Jane Halifax         | junto a Essie Davis, Tony Barry y Brett Tucker                                     |
| 2000 | Halifax f.p: A Hate Worse Than Death             | Jane Halifax         | junto a Terry Serio y Rodney Afif                                                  |
| 2000 | Halifax f.p: A Person of Interest                | Jane Halifax         | junto a Andy Anderson, Doris Younane y Damian Walshe-Howling                       |
| 1999 | Die Millennium-Katastrophe - Computer-Crash 2000 | Nicole               | junto a Jürgen Prochnow                                                            |
| 1999 | Sabrina Down Under                               | Hilary Hexton        | junto a Melissa Joan Hart y Peter O'Brien                                          |
| 1999 | Halifax f.p: Swimming with Sharks                | Jane Halifax         | junto a Marton Csokas y Peter O'Brien                                              |
| 1998 | Halifax f.p: Without Consent                     | Jane Halifax         | junto a Brett Climo                                                                |
| 1998 | Halifax f.p: A Murder of Crows                   | Jane Halifax         | junto a Robyn Nevin, Marta Dusseldorp, Frankie J. Holden y Greg Stone              |
| 1998 | 13 Gantry Row                                    | Julie                | junto a Erik Thomson, Anthony Phelan y Marshall Napier                             |
| 1998 | Halifax f.p: Afraid of the Dark                  | Jane Halifax         | junto a Shane Connor y Hugh Jackman                                                |
| 1997 | Joey                                             | Penny McGregor       | junto a Jamie Croft y Alex McKenna                                                 |
| 1997 | Halifax f.p: Lies of the Mind                    | Jane Halifax         | junto a Jacqueline McKenzie, Marshall Napier y Richard Roxburgh                    |
| 1997 | Halifax f.p: Hard Corps                          | Jane Halifax         | junto a Colin Friels y Peter Hardy                                                 |
| 1997 | Kangaroo Palace                                  | Heather Randall      | junto a Jacqueline McKenzie y John Polson                                          |
| 1997 | Halifax f.p: Déjà Vu                             | Jane Halifax         | junto a Guy Pearce y Travis McMahon                                                |
| 1997 | Halifax f.p: Isn't It Romantic                   | Jane Halifax         | junto a Hugo Weaving y Bruce Spence                                                |
| 1997 | Halifax f.p: Someone You Know                    | Jane Halifax         | junto a Kick Gurry, Sonia Todd y Grant Bowler                                      |
| 1996 | Halifax f.p: Sweet Dreams                        | Jane Halifax         | junto a Steve Bisley, Kerry Armstrong y Beth Buchanan                              |
| 1996 | Halifax f.p: Cradle and All                      | Jane Halifax         | junto a Robyn Nevin, Ian Bliss y Anthony Hayes                                     |
| 1994 | Lucky Break                                      | Gloria Wrightman     | junto a Marshall Napier, Jacek Koman, Gia Carides y Anthony LaPaglia               |
| 1994 | Halifax f.p: Words Without Music                 | Jane Halifax         | junto a Bernard Curry                                                              |
| 1994 | Halifax f.p: Acts of Betrayal                    | Jane Halifax         | junto a Marcus Graham, Andrew McFarlane y Merridy Eastman                          |
| 1994 | Halifax f.p: The Feeding                         | Jane Halifax         | junto a Steve Bisley, Deborra-Lee Furness y Frances O'Connor                       |
| 1994 | Halifax f.p: My Lovely Girl                      | Jane Halifax         | junto a Ben Mendelsohn y Radha Mitchell                                            |
| 1991 | Ring of Scorpio                                  | Judith               | junto a Catherine Oxenberg                                                         |
| 1990 | Come in Spinner                                  | Guinea Malone        | junto a Justine Clarke y Kerry Armstrong                                           |
| 1990 | Jigsaw                                           | Virginia York        | junto a David Bradshaw, Michael Coard y Dennis Coard                               |
| 1986 | Mr Wrong                                         | Secretaria           | junto a Danny Mulheron                                                             |
| 1985 | Among the Cinders                                | Sally                | junto a Amanda Jones                                                               |
| 1985 | I Live with Me Dad                               | Jill Harkness        | junto a Dennis Miller                                                              |
| 1980 | Sea Urchins                                      | -                    | junto a Roy Billing                                                                |

### Productora y escritora
| Año  | Título            | Notas                    |
| ---- | ----------------- | ------------------------ |
| 2015 | Winter            | 6 episodios - productora |
| 2013 | The Killing Field | co-productora            |
| 2011 | Seek              | corto - escritora        |
| 2008 | The Map Reader    | productora ejecutiva     |
| 2001 | Finding Hope      | productora asociada      |
| 1997 | Kangaroo Palace   | productora ejecutiva     |

### Teatro
| Año  | Obra                        | Personaje | Director | Teatro             | Notas                                                          |
| ---- | --------------------------- | --------- | -------- | ------------------ | -------------------------------------------------------------- |
| 2006 | Mum's The Word 2: Teenagers | -         | -        | The Comedy Theatre | junto a Jane Hall, Marg Downey, Colette Mann y Louise Siversen |

## Premios y nominaciones
| Año  | Categoría                                                                        | Premio             | Película/Serie                       | Resultado |
| ---- | -------------------------------------------------------------------------------- | ------------------ | ------------------------------------ | --------- |
| 2014 | Most Popular Actress                                                             | Silver Logie Award | Packed to the Rafters                | Nominada  |
| 2013 | Most Popular Actress                                                             | Silver Logie Award | Packed to the Rafters                | Nominada  |
| 2013 | Best Supporting Actress                                                          | AACTA Award        | Mental                               | Nominada  |
| 2012 | Most Popular Actress                                                             | Silver Logie Award | Packed to the Rafters                | Nominada  |
| 2012 | Best Performance                                                                 | AACTA Award        | Packed to the Rafters                | Nominada  |
| 2011 | Most Popular Actress                                                             | Silver Logie Award | Packed to the Rafters                | Nominada  |
| 2011 | Most Popular Personality on TV                                                   | Gold Logie Award   | Packed to the Rafters                | Nominada  |
| 2010 | Most Popular Actress                                                             | Silver Logie Award | Packed to the Rafters                | Ganó      |
| 2010 | Most Popular Personality on TV                                                   | Gold Logie Award   | Packed to the Rafters                | Nominada  |
| 2010 | Favourite Female                                                                 | TV Tonight Award   | Packed to the Rafters                | Nominada  |
| 2009 | Most Popular Personality on TV                                                   | Gold Logie Award   | Packed to the Rafters                | Ganó      |
| 2009 | Most Popular Actress                                                             | Silver Logie Award | Packed to the Rafters                | Ganó      |
| 2009 | Best Lead Actress in a Television Drama                                          | AFI Award          | Packed to the Rafters                | Nominada  |
| 2008 | Most Outstanging Actress                                                         | Logie Award        | Packed to the Rafters                | Nominada  |
| 2005 | Most Outstanding Actress in a Drama Series                                       | Silver Logie Award | Small Claims                         | Nominada  |
| 2001 | Most Popular Actress                                                             | AFI Award          | Halifax f.p: A Person of Interest    | Nominada  |
| 2001 | Most Popular Actress                                                             | AFI Award          | Halifax f.p: The Spider and the Fly  | Nominada  |
| 2001 | Most Popular Actress                                                             | AFI Award          | Halifax f.p: A Hate Worse Than Death | Nominada  |
| 2000 | Best Performance by an Actress in a Leading Role in a Telefeature or Mini-Series | AFI Award          | Halifax f.p: A Person of Interest    | Nominada  |
| 2000 | Most Outstanding Actress in a Series                                             | Silver Logie Award | Halifax f.p: Swimming with Sharks    | Nominada  |
| 1999 | Most Outstanding Actress                                                         | Silver Logie Award | The Day of the Roses                 | Nominada  |
| 1999 | Most Outstanding Actress                                                         | Silver Logie Award | Halifax f.p: Afraid of the Dark      | Nominada  |
| 1999 | Most Outstanding Actress                                                         | Silver Logie Award | Halifax f.p: A Murder of Crows       | Nominada  |
| 1999 | Most Popular Actress                                                             | Silver Logie Award | The Day of the Roses                 | Nominada  |
| 1999 | Most Popular Actress                                                             | Silver Logie Award | Halifax f.p: Afraid of the Dark      | Nominada  |
| 1999 | Most Popular Actress                                                             | Silver Logie Award | Halifax f.p: A Murder of Crows       | Nominada  |
| 1998 | Best Performance by an Actress in a Leading Role in a Television Drama           | AFI Award          | Halifax f.p: Afraid of the Dark      | Nominada  |
| 1998 | Most Popular Actress                                                             | Silver Logie Award | Halifax f.p: Déjà Vu                 | Nominada  |
| 1998 | Most Popular Actress                                                             | Silver Logie Award | Halifax f.p: Someone You Know        | Nominada  |
| 1998 | Most Popular Actress                                                             | Silver Logie Award | Halifax f.p: Isn't It Romantic       | Nominada  |
| 1996 | Most Popular Actress                                                             | Silver Logie Award | Halifax f.p: My Lovely Girl          | Nominada  |
| 1995 | Best Actress in a Supporting Role                                                | AFI Award          | Lucky Break                          | Nominada  |
| 1992 | Most Popular Light Entertainment/Comedy Female Performer                         | Logie Award        | All Together Now                     | Nominada  |
| 1992 | Most Popular Actress                                                             | Silver Logie Award | All Together Now                     | Nominada  |
| 1991 | Most Outstanding Actress                                                         | Silver Logie Award | Come in Spinner                      | Ganó      |
| 1990 | Best Actress in a Leading Role in a Telefeature or Mini Series                   | AFI Award          | Come in Spinner                      | Ganó      |